# 阿博都巴哈

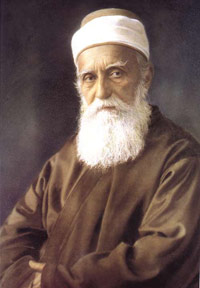
阿博都巴哈

阿博都巴哈（阿拉伯语：عبد البهاء，本名阿巴斯·阿芬第，1844年5月23日—1921年11月28日），是巴哈伊信仰的创立者巴哈欧拉的长子。在1892年，他父亲在遗嘱中任命他为自己的继任者和巴哈伊信仰的领袖 。
阿博都巴哈出生於伊朗德黑兰的一个贵族家庭。在他八岁的时候，他的父亲被捕入狱，家庭的财产也被收缴，这让其处在贫穷的境地。在此之后，阿博都巴哈和他的父亲一道被流放至巴格达。在那里，他们生活了九年。
在1863年，巴哈欧拉再次被流放至君士坦丁堡。
在19世纪60年代，他的家庭被驱逐至阿德里安堡，而最终的流放地是巴勒斯坦的阿卡，那一年，阿博都巴哈24岁。在阿博都巴哈的青年阶段，他被他父亲着意培养，并被认为是处在流放状态的巴哈伊群体中的杰出人物。在他青少年时，他是他父亲的助手，并时常被看到他与神学领域的博学人物进行辩论。
1892年，阿博都巴哈的父亲过世，他被任命为巴哈伊信仰的领袖。对于这件事，有很多反对的声音，反对者包括几乎他的所有的家庭成员。尽管如此，但几乎世界范围内所有的巴哈伊社团都认可他的领导权。经过40年的监狱生涯，在阿博都巴哈64岁时被青年土耳其党人释放，而从此时起，他的家庭才开始生活在一个相对安全的环境中。随着阿博都巴哈赴西方世界传教，和《神圣计划书简》这本书的传播，巴哈伊的影响范围不再局限于信仰的发源地中东。而阿博都巴哈遗嘱建构了现在巴哈伊行政管理体系的基本结构。
阿博都巴哈的很多文字，祈祷文和信件都流传了下来，而他在19世纪90年代末期和西方巴哈伊的谈话，极大的促进了巴哈伊社团的成长。阿博都巴哈的本名是阿巴斯，但是他更喜欢“阿博都巴哈”（意为“榮耀的仆人”）这一称号。在巴哈伊文献的描述中，他被称为“教长”。因为他用自己贮存的粮食救济了一战后产生的巴勒斯坦难民，他也被授予大英帝国勋章，但他从未使用过这一称号。

## 早年生活
阿博都巴哈于1844年的5月23日(伊斯兰历1260年，主马达·敖外鲁月的第5天)生于伊朗德黑兰，是巴哈欧拉和阿希耶·哈努姆的长子。他出生的那晚，正是巴孛向穆拉·侯赛因宣示的日子。 依照他祖父，一位颇具名望的贵族米尔扎·阿巴斯·努里的意思，他被取名为阿巴斯。 因为阿博都巴哈在孩童时代被父亲着意培养，他早早成为了一名知名的巴比教徒。他回忆他见到巴比教的领袖塔荷蕾时的情形说，“她把我放在膝上，轻抚我，与我交谈。我对她怀有深深的敬佩”。 阿博都巴哈有一个快乐和无忧无虑的童年，他家族在德黑兰的住所和在乡村的房子都很舒适且都经细致装修。阿博都巴哈和妹妹的关系很好，他们很喜欢一起在花园里嬉戏玩耍。 除了他的胞妹巴希伊，阿博都巴哈的弟弟米赫迪也和他们一起居住。那时，他们的生活幸福且安逸。 阿博都巴哈的父母在谢绝在部长法庭职位后所做了很多善行，如他把家庭的一部分改成病房给妇女和儿童使用，而这些，阿博都巴哈都看在眼里。
依当地风俗，贵族子女一般不被送去学校读书，因此阿博都巴哈童年接受的教育并不十分系统。 当地有许多贵族子女都在只家里被简单教授读经学、修辞学、书法和基础数学，也有许多贵族子女只在家学习一些以备之后在皇家法庭工作的知识。 所以尽管阿博都巴哈曾在7岁的时候上过1年的传统预备学校， 但实际上他并未受到过正式教育。在他成长过程中，他母亲和叔叔虽然教过他一些知识， 但大部分的教育还是来自他父亲的。 在18世纪90年代晚期，爱德华·格兰维尔·布朗是这样描述阿博都巴哈的：“他善于演讲，辩才卓越，能清楚的解释各种事实，并非常熟悉犹太教、基督教，伊斯兰教的各种经典……这样卓越的人并不常见。”
阿博都巴哈在7岁诊断被诊断出肺结核，并被认为将很快的死去。 后来，虽然肺结核的病情有好转， 但在此后的一生中，依然被其引发的疼痛发作所折磨。
对阿博都巴哈童年来说，8岁时父亲被关入监狱的事情产生了很大的影响。这件事使他的家庭变得贫穷，连街道上的其他孩子也常常的对他的家庭捣乱。 在谈到和他的母亲一起探望被关在臭名昭彰的黑牢里的父亲巴哈欧拉后， 他说：“我来到一个黑暗、崎岖的地方，进入一个又矮又窄的门，又往里走了两步，就黑的什么都无法看到了。又往里走了几步，突然一个声音传来，‘不要带他到这来’，那是巴哈欧拉的声音，之后我就被带走了”。

## 在巴格达的流放时期
巴哈欧拉最终被释放了，但同时也被从德黑兰驱逐。在1853年 冬季（1月到4月），8岁的阿博都巴哈和父亲一起踏上了去巴格达的路。在去巴格达的路上，阿博都巴哈被冻伤所折磨。在巴格达，巴哈欧拉和米尔扎·叶海亚争斗了一年后，选择了隐居，并在1854年4月去往蘇萊曼尼亞秘密隐居起来，而当时正好是阿博都巴哈生日前的一个月。 阿博都巴哈和他母亲和妹妹对巴哈欧拉的离开感到十分伤心，但这促使他们的感情变得更加深厚， 他的母亲也因此在阿博都巴哈的抚养和教育中扮演更重要的角色。 在巴哈欧拉离开的两年里，阿博都巴哈担起了处理更多家庭事务的担子， 而在当时的中东，一般认为14岁才有能力担此责任。 同时，阿博都巴哈也积极阅读和抄写巴孛的著作， 在当时，抄写副本是书籍流传下来的主要方式。除此之外，阿博都巴哈也对马术也很感兴趣，随着年龄的增长，他渐渐成为一名优秀的骑手。
在1856年，一位知识渊博的人和当地的苏菲派领导人对话的消息为当地人所传颂，而那位知识渊博的人十分像巴哈欧拉。巴哈欧拉的家庭在听到这个消息后，他的亲戚朋友马上开始了寻找工作。在3月，巴哈欧拉终于被接回了巴格达。 在见到父亲的那一刻，阿博都巴哈仆倒在其膝下，哭着说“你为什么要离开我们”，他母亲和妹妹也这样对巴哈欧拉说道。 在那以后，阿博都巴哈很快的成为他父亲的秘书和护卫者。 在巴格达的这段时间，阿博都巴哈从一位男孩长成一名外貌十分出众的青年， 并以仁慈和敦厚为外人熟知。 人们常常看到阿博都巴哈在清真寺与人讨论宗教问题，常常看到青年阿博都巴哈的手稿。他也应他父亲的要求，为当时苏菲派的领导人`Alí Shawkat Páshá就穆斯林传统“我是隐秘的瑰宝”，创作了一篇评论。 当时阿博都巴哈只有十五、六岁，`Alí Shawkat Páshá认为，在这个年纪的阿博都巴哈写的这篇11000余字的文章，是十分卓越的。1863年，在后来为众人所知的里兹万花园，巴哈欧拉向一些人宣布，他就是巴孛所预言的上帝的显示者，这一事实将得到印证。而很多人认为，巴哈欧拉首先向阿博都巴哈揭示了自己的身份。

## 在君士坦丁堡和阿德里安堡的流放时期

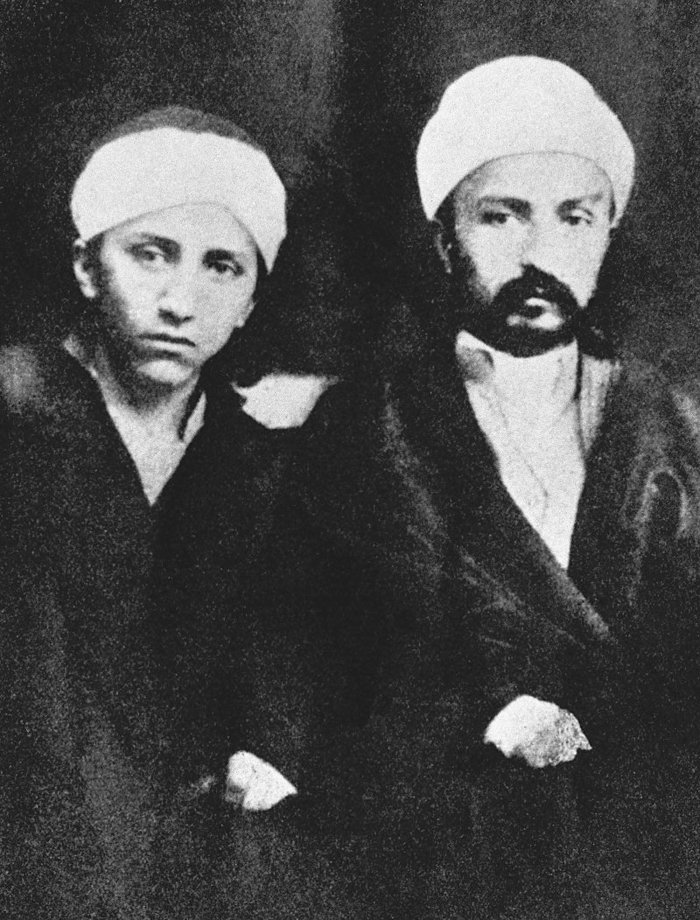
阿博都巴哈和他的兄弟米尔扎·米赫迪

在1863年，巴哈欧拉被流放到君士坦丁堡(今伊斯坦布尔)。时值19岁的阿博都巴哈和巴哈欧拉的其他家人，陪同巴哈欧拉一起开始了他110天的旅程。 这又是一次艰辛的旅程， 阿博都巴哈在照顾被流放者方面做了很多事情。 因为阿博都巴哈做了很多工作，以及巴哈欧拉对阿博都巴哈品德的称赞，他在巴哈伊教徒中的声望也越来越高。 到达君士坦丁堡不久，巴哈欧拉的家庭再次被放逐到阿德里安堡， 在去阿德里安堡的路上阿博都巴哈再次受到冻伤的困扰。
到达阿德里安堡后，阿博都巴哈已经成为他的家庭必不可少的凝聚力量了。阿博都巴哈对母亲的照顾上，更是花了很多心力。 当时，阿博都巴哈以“教长（the Master）”的称号为巴哈伊教徒所知，在非巴哈伊教徒则称呼他阿巴斯·阿芬第（“阿芬第”意为“阁下”）。也是在阿德里安堡，巴哈欧拉授予阿博都巴哈“神之奥秘（the Mystery of God）”的称号。 巴哈伊教徒认为“神之奥秘（the Mystery of God）”这一称号，意味着阿博都巴哈虽然不是上帝的显示者，但超于普通人的品格、渊博的学识、完美的特质在他身上得到很好的融合。 在当时，大家眼中的阿博都巴哈有着及肩的黑发、蓝色的眼睛、 白色的皮肤和罗马式的鼻子。巴哈欧拉授予了阿博都巴哈很多其他的称号，如“至大圣支（the Most Mighty Branch）”、“（Branch of Holiness）”、“圣约中心(the Center of the Covenant)”和掌上明珠（the apple of his eye）。 在流放途中，阿博都巴哈（“教长”）听闻巴哈欧拉将与阿博都巴哈和他的家人分开流放的消息时，十分诧异，据巴哈伊的记录，这一要求在经阿博都巴哈的辩驳后被撤回。

## 在阿卡的流放时期

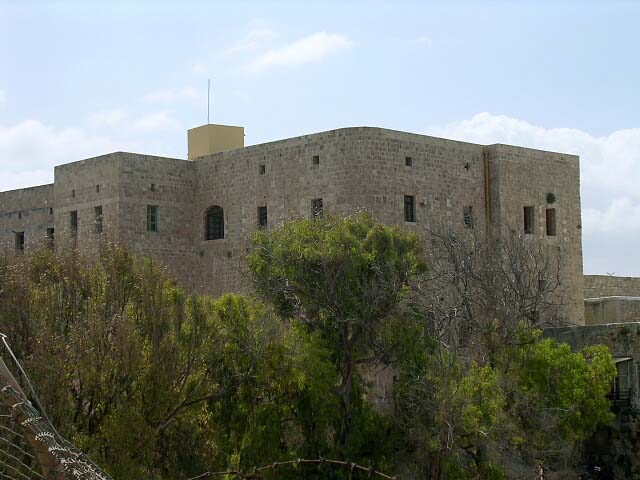
在阿卡的监狱

阿博都巴哈24岁时已经成为他父亲巴哈欧拉的主要秘书，且在巴哈伊社群中受到充分肯定。在1868年，巴哈欧拉和他的家人再次被驱逐至位于巴勒斯坦阿卡的刑事监狱。当时，大家都认为巴哈欧拉一家将渡不过这次劫难。一到阿卡，他们面对的是严苛的环境，周围人怀有敌意的态度、父亲和妹妹受到的重病折磨都考验着他们。当阿博都巴哈被告知女性坐在男性的肩膀上可以到达岸边时，阿博都巴哈用椅子帮助一些女性到达了阿卡的岸边。这样，阿博都巴哈才能够得到一些麻醉用品来为他们进行医治。因为巴哈伊信徒囚禁在有着粪便和各种污垢的糟糕条件下，所以不久后，阿博都巴哈自己也因痢疾而陷入重病状态，幸好，一个有同情心的护卫允许医生为他医治。但是，他们面对的不仅仅是这些，其他居民的躲闪、守卫对他们的不管不顾都使他们的生活变得艰难。此外，伊斯法罕人氏赛义德 .穆罕默德（一位阿札尔派人士）也没有给他们提供什么帮助，阿博都巴哈最年轻的弟弟-米尔扎·米赫迪的死更是对家庭的重大打击。米尔扎·米赫迪死的时候只有22岁,他的父母因为这件事陷入极度的悲痛状态中，而阿博都巴哈为他弟弟进行了守夜。

### 在阿卡的后期
随着时间的推移，阿博都巴哈渐渐的担负起沟通被流放的巴哈伊群体和外部世界的责任。根据巴哈伊信徒的记录，通过阿博都巴哈的解释和沟通，阿卡居民渐渐明白那些被流放的巴哈伊是无辜的，也因为这样，关押巴哈伊的条件不像以前那么严峻。在米赫迪去世后的四个月，巴哈欧拉一家从监狱搬到了House of `Abbúd。阿卡的居民也开始尊敬巴哈伊团体了，而他们对阿博都巴哈格外信任敬重。阿博都巴哈为他的家庭租住了一个住宅，不久之后，大约在1879年，因为一次流行病使得居民骤减，阿博都巴哈和他的家人搬到了后来为人所知的巴基大厦。

渐渐的，阿博都巴哈在当地变得越来越受欢迎。Myron Phelps是一位富有的美国律师，他评价阿博都巴哈的时候说，“阿博都巴哈是人们的挚友、是叙利亚人、阿拉伯人、埃塞俄比亚人……的挚友”，所有人都在期待和阿博都巴哈交谈，所以人都愿意向他求教。在1886年，阿博都巴哈创作了旅行者记(Makála-i-Shakhsí Sayyáh),在这本书中他回顾了巴比教的历史。这段书后来被翻译成英文，并通过爱德华·格兰维尔·布朗的代理在剑桥大学出版社出版。爱德华·格兰维尔·布朗是这样评价阿博都巴哈的：
很少有人的容貌给我留下这么深刻的印象。他有着强壮的身体、笔直的身躯、白色的装饰，及肩黑发。饱满的前额喻示着极大的智慧和坚定的信念，锐利的目光如雄鹰，棱角鲜明但面露和善。这就是“教长”--阿巴斯·阿芬第。

### 婚姻和家庭生活

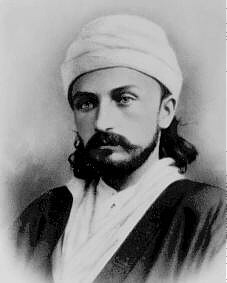
24岁的阿博都巴哈

由于当时阿博都巴哈正值适婚年龄，所以很多人都认为阿博都巴哈婚期将近，甚至婚姻对象都已被锁定在几个女孩当中，但阿博都巴哈本人似乎并不急着结婚。因为他父亲的催促，28岁的阿博都巴哈在1873年10月与伊斯法罕人Fátimih Nahrí结婚。Fátimih Nahrí的父亲，伊斯法罕人Mírzá Muhammad `Alí Nahrí是一位当地知名的巴哈伊和颇具名望的贵族。在巴哈欧拉和他的夫人Navváb对Fátimih与阿博都巴哈间的婚姻表现出对极大兴趣后，她被从波斯被带到以色列的阿卡。经过一段从伊斯法罕到阿卡的艰辛旅途，Fátimih Nahrí和同行的兄弟于1872年到达目的地。阿博都巴哈和Fátimih Nahrí在婚礼正式举办前5个月订立了婚约，在这5个月中，Fátimih居住在阿博都巴哈叔叔Mírzá Músá的家。Fátimih在后来回忆第一次看到阿博都巴哈时表示:当阿博都巴哈的目光落在她身上的那一刻，她爱上了他。而阿博都巴哈在见到Fátimih之前，也并不知道自己婚期将近。Fátimih后来被巴哈欧拉授予“Munírih”的称号，Munírih的意思是“发光的”。
阿博都巴哈夫妇共育有9个孩子，第一个出生的孩子Mihdí Effendi在3岁左右去世，在他之后依次育有为Ḍiyá'iyyih Khánum、Fu’ádíyyih Khánum（出生不久后去世）、Rúhangíz Khánum（1893年去世）、Túbá Khánum、Husayn Effendi（1887年去世，时值5岁）、Túbá Khánum、Rúhá Khánum和Munnavar Khánum。子女的去世使阿博都巴哈极度悲痛-特别是他的孩子Husayn Effendi去世时正值他的母亲和叔叔去世。活着的孩子（全部是女儿）包括Ḍiyá'iyyih Khánum（守基·阿芬第的母亲）(1951年去世)、Túbá Khánum (1880–1959)、Rúḥá Khánum和Munavvar Khánum(1971年去世)。巴哈欧拉希望巴哈伊信徒以阿博都巴哈为榜样，逐渐改变一夫多妻的习惯。阿博都巴哈因他父亲的建议和他自己的意愿，践行着一夫一妻的原则，而在当时，一夫多妻是一种常态。

## 传教的早年

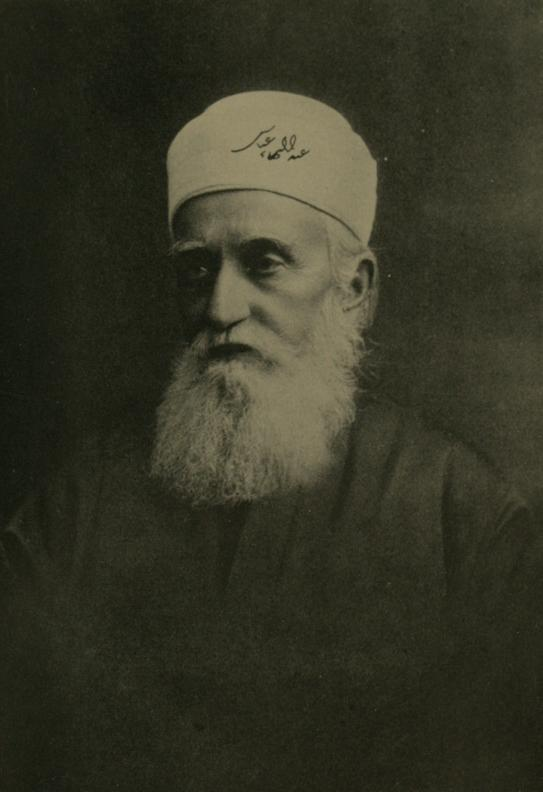
阿博都巴哈

巴哈欧拉于1892年5月29日逝世后，他在遗嘱中指定阿博都巴哈为圣约中心，巴哈欧拉的继任者和他著作的解释人。 在遗嘱中，提到了阿博都巴哈同父异母的弟弟穆罕默德·阿里的名字，指定他应辅佐阿博都巴哈。穆罕默德·阿里随后对他的哥哥起了嫉妒之心，试图借他的兄弟巴迪欧拉和迪亚欧拉的支持，建立自己的权威，成为另一个领导。他起初秘密地和伊朗的巴哈伊通信，使他们对阿博都巴哈产生疑虑。 大多数巴哈伊是追随阿博都巴哈的，但一小部分人跟随了穆罕默德·阿里，包括米尔扎·贾瓦德和 Ibrahim Khayru'llah，一位的著名去美国传教的巴哈伊。
后来，穆罕默德·阿里和米尔扎·贾瓦德开始公开指控阿博都巴哈撺掇了过多的权威，他们声称阿博都巴哈把自己放在和巴哈欧拉同等的上帝的显示者的地位上了。而与此同时，为了表明加诸其身上这一指控的缪误，阿博都巴哈在Tablets to the West中清楚释明了自己不是上帝的显示者，而是被大家所熟知的称号“阿博都巴哈”这一阿拉伯短语所蕴含的意思一样，只是“巴哈之仆”。阿博都巴哈也留下了有关建立巴哈伊行政管理体系的遗嘱，在这一体系中，世界正义院与圣护同时是巴哈伊的最高机构，而他任命守基·阿芬第为首任圣护。

### 第一批西方的朝圣者

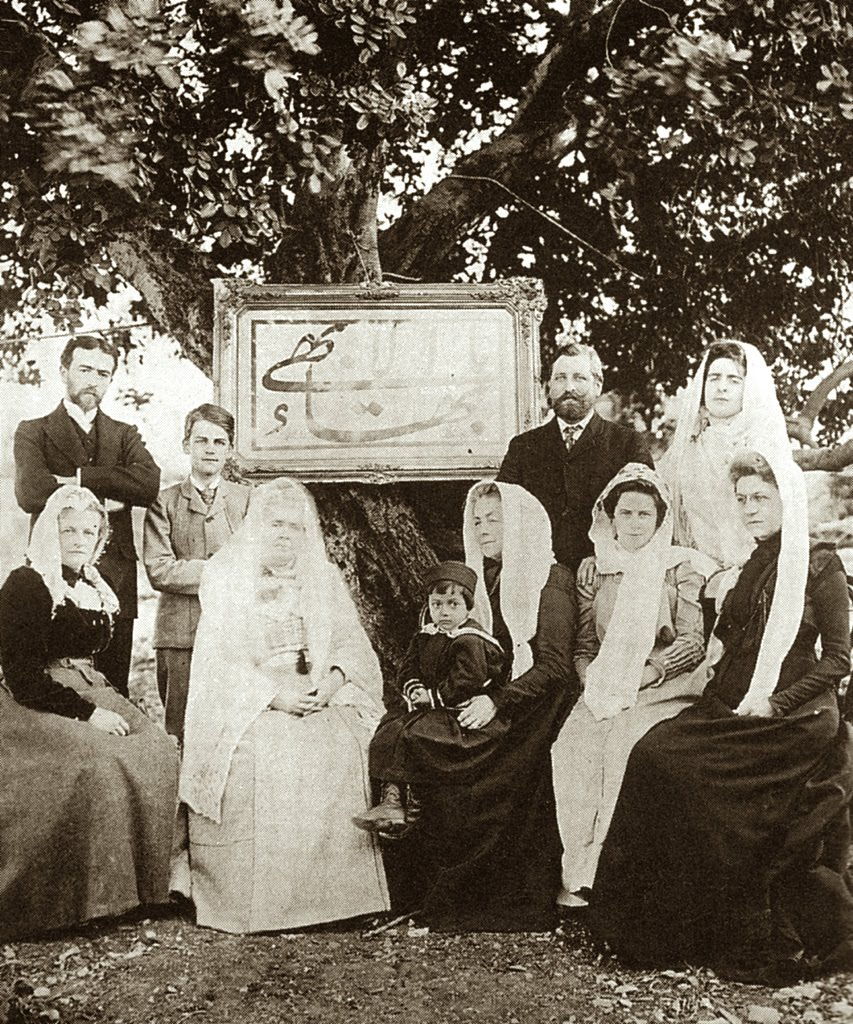
早期的西方朝圣者。从左至右依次站立的是Charles Mason Remey、Sigurd Russell、Edward Getsinger和劳拉·克利福·巴尼；从左至右依次坐着的是Ethel Rosenberg、Madam Jackson、守基·阿芬第、Helen Ellis Cole、Lua Getsinger、Emogene Hoagg

在1898年结束的时候，西方的朝圣者开始到阿卡拜访阿博都巴哈。这批朝圣者是第一批在西方生长的并面见阿博都巴哈的巴哈伊信徒，Phoebe Hearst是他们中的一位。 在1898年末到1899年初，偶有西方的巴哈伊来拜访。这期间来拜访阿博都巴哈的巴哈伊信徒主要是20多岁的女士，他们大多来自美国的上层社会。这批西方的朝圣者引起了当局的警觉，因此他们收紧了对阿博都巴哈的限制。在接下来的十年里，阿博都巴哈和全球的巴哈伊一直保持的联系，帮助着他们传播这一信仰。受到阿博都巴哈帮助的有巴黎的梅馬威、劳拉·克利福·巴尼、Herbert Hopper，有英国人湯瑪斯·布瑞克韋爾，有法国人Hippolyte Dreyfus、Susan Moody、Lua Getsinger。而劳拉·克利福·巴尼在这几年中向阿博都巴哈与的求教与她几次访问海法的经历，后来经整理形成了《已答之问》这本书。

### 传教之路，1901年至1912年
在19世纪的最后几年，理论上依旧是一位受管制囚犯的阿博都巴哈筹划了把巴孛的遗体从伊朗迁移至巴勒斯坦的行动。之后，他又安排购买了卡梅尔山上的一块土地作为巴孛的陵寝所在地并组织兴建了巴孛陵寝，而巴孛葬于此是巴哈欧拉曾经指示的。建造这一过程陵寝前后花了大约十年时间。随着来朝拜阿博都巴哈的信徒越来越多，穆罕默德·阿里在1901年8月试图说服奥斯曼帝国当局加强对阿博都巴哈的限制。然而1902年，因为阿卡市长的支持，对阿博都巴哈活动的限制反而被大量的去除了，朝圣者又一次可以面见阿博都巴哈，不过阿博都巴哈的活动范围依然被限制在阿卡城内。在1903年2月，穆罕默德·阿里的部分追随者们与他关系破裂，这些追随者包括巴迪欧拉和Siyyid `Aliy-i-Afnan。 他们并且撰写了书籍和信件，透露了穆罕默德·阿里的一些密谋并解释了有关阿博都巴哈的一些谣言是如何传播开来的。
从1902年到1904年，除了兴建巴孛陵寝这一工作之外，阿博都巴哈亲自推进的还有以下两个项目：位于伊朗设拉子的巴孛寓所的恢复工作、位于土库曼斯坦阿什哈巴德的首座巴哈伊灵曦堂的修建。为了使巴孛寓所能在巴孛于1844年向穆拉·侯赛因宣示的地方恢复，阿博都巴哈请求Aqa Mirza与他共同推进此项目；而灵曦堂的修建计划，阿博都巴哈则交托给了Vakil-u'd-Dawlih。
也是在1904年，穆罕默德·阿里继续着对阿博都巴哈的指控, 这也使奥斯曼帝国当局传唤阿博都巴哈，要求他对被指控的事实进行解释。然而，这一行动，这反而让当局明白了阿博都巴哈的是无罪的。所以在接下来在阿卡的几年里，加之于阿博都巴哈身上的压力又相对的减轻了，来朝拜阿博都巴哈的信徒的障碍也渐渐消失了。到了1909年，巴孛陵寝顺利建造完成。

## 去西方传教

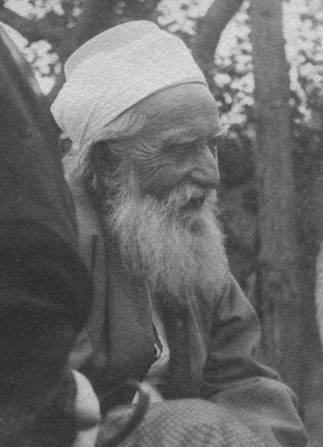
阿博都巴哈在美国

在1908年，青年土耳其党人革命后，奥斯曼帝国当局关押的所有政治犯得到了释放。也因为此，阿博都巴哈被结束监禁，重新获得了自由。他得到自由后做的第一件事，是去访问位于巴吉的巴哈欧拉陵寝。阿博都巴哈在阿卡继续居住了很短的一段时间后，阿博都巴哈把他的住所搬至位于海法的巴孛陵寝旁边。1910年，当获得了离境许可后，阿博都巴哈马上开始了他的三年传教之旅，目的地包括埃及、欧洲、北美。
1911年的8月到12月间，阿博都巴哈访问了很多的欧洲城市，包括伦敦、布里斯托尔和巴黎。他的访问促进了西方世界的巴哈伊社群的发展，也更广泛的传播了他父亲的教义。
在接下来的几年里，阿博都巴哈把传教重心放在了美国和加拿大。启程之前，阿博都巴哈获得了乘坐泰坦尼克号的资格。但他放弃乘坐此船，而选择乘坐相对便宜但速度较慢的塞德里克号。阿博都巴哈把省下来的钱捐出，并在1912年4月11日到达了纽约，据阿博都巴哈本人说，他享受长时间的海上之旅。在到达纽约之后，阿博都巴哈安排了一次私人会面，而他想见的人，是泰坦尼克号身上发生的不幸事件的幸存者。幸存者中，有人问阿博都巴哈，是否他预见到了泰坦尼克号的不幸命运。阿博都巴哈回复道：“上帝赋予我们直觉”。除了在纽约的大部分时间，阿博都巴哈还访问了芝加哥、克利夫兰、匹兹堡、华盛顿、波士顿和费城。从同年的8月开始，他又密集访问了新罕布什尔州、缅因州的Green Acre学校，蒙特利尔（他访问的唯一一个加拿大城市），接下来又去了明尼阿波利斯、圣弗朗西斯科、斯坦福、洛杉矶。 同年10月底，阿博都巴哈启程返回欧洲，并于12月5号到达。
阿博都巴哈在北美时访问了许多团体与教堂，拜访了许多巴哈伊家庭，并与几百位人士进行了私人会面。在这些活动中，阿博都巴哈较为清晰的阐述了巴哈伊认同的几项原则，包括“上帝唯一”、“宗教同源”、“人类一体”、“性别平等”、“世界和平”与“经济正义”等。在会面的过程中，阿博都巴哈并未因肤色不同而对人区别对待。
阿博都巴哈的访问和谈话被数百家报纸所讨论。在波士顿，媒体在访问阿博都巴哈时问及他来美国的原因。阿博都巴哈回应说他是来参加关于和平的集会，而之前的书面口信，并不足以表达他的急迫的心情。而阿博都巴哈到访蒙特利尔，则成为当地知名报纸的头条。晚间，蒙特利尔每日星报的记者采访了他，同行的媒体还包括蒙特利尔宪报、蒙特利尔标准、Le Devoir和La Presseon。有关阿博都巴哈的报道的标题包括“波斯师长传播和平”、“东方的哲人：种族主义是错的，种族和民族偏见导致战争与冲突”，“和平的布道者与社会主义者会面，阿博都巴哈有关贫富差距问题的新颖方案”。发行范围遍及整个加拿大的报纸蒙特利尔标准因对阿博都巴哈的访问有巨大的兴趣，故在其首次刊行有关文章一周后对其再次出版。蒙特利尔宪报就其访问有关新闻写了6篇相关报道，而蒙特利尔的最大法语报纸刊登了2篇有关文章。阿博都巴哈在1912年对蒙特利尔的访问，也吸引了知名的幽默大师，斯蒂芬·李柯克在其出版于1914年的畅销书，《闲散阔佬桃源历险记》中对他进行模仿。在芝加哥，一份报纸的头条为“圣座访问我市…哦？不是庇护十世，而是阿巴哈”。而阿博都巴哈在加里福利亚的访问则被Palo Altan报道。
回到欧洲后，他再次访问了伦敦和巴黎，并在巴黎停留了两周。之后还访问了斯图加特、布达佩斯和维也纳。在1913年6月，他返回埃及，并在那里停留了六个月之后最终回到海法。

## 最后几年

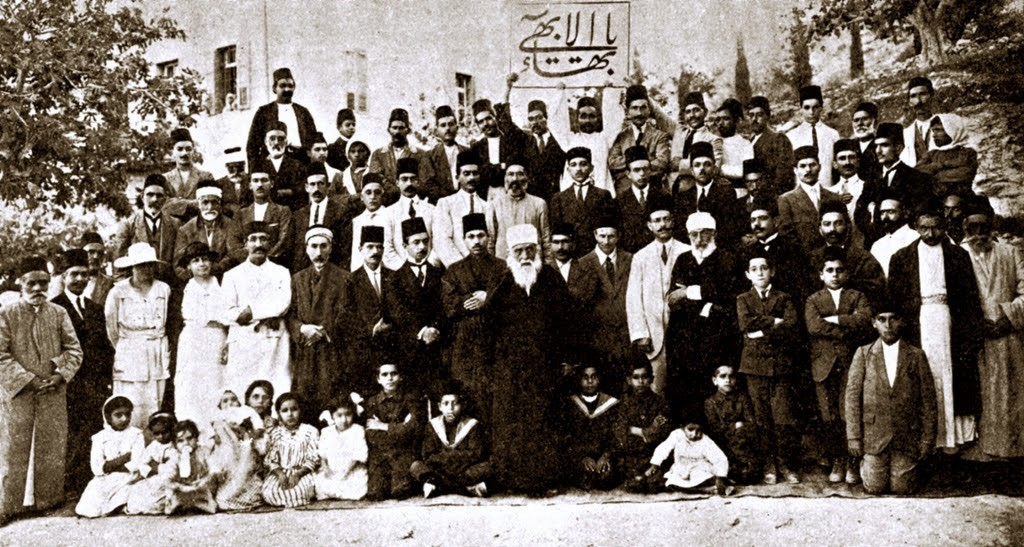
1919年，阿博都巴哈和朝圣者在卡梅尔山

在第一次世界大战期间，阿博都巴哈一直在巴勒斯坦居住。期间盟军的轰炸与土耳其军官威胁，都使其处于危险之中。直到战争结束，英国对巴勒斯坦的托管的开始，阿博都巴哈才处在一个相对安全的状态下。在这几年中，越来越多的朝拜者来海法面见阿博都巴哈。
在1920年的4月27日，阿博都巴哈被英国在巴勒斯坦的托管当局授予骑士称号，以表彰他在战争中的人道主义行为。 1921年11月28日（伊斯兰历1340年，赖比尔·敖外鲁月的第27天），阿博都巴哈去世。在他的葬礼上，埃斯蒙特说道：
『…我们从未见过在海法，甚至在全部巴勒斯坦的土地上，一位人士的逝去…使如此多不同宗教、不同肤色、不同口音的人汇聚一地，恸切如斯』
阿博都巴哈被安葬在位于卡梅尔山的巴孛陵寝的前方区域，而此处计划兴建阿博都巴哈陵寝。在他的遗嘱里，阿博都巴哈任命他的外孙守基·阿芬第为巴哈伊信仰的『圣护』。

## 著作
阿博都巴哈共创作大约27,000篇书简，而这其中只有很小一部分被翻译成中文。他的著作分为两大类，第一类是他的直接创作，第二类是他人对阿博都巴哈的演讲和谈话的记录。
第一类包括：1875年以前创作的《神圣文明的隐密》，1886年创作的《旅者札记》,1893年创作的Resāla-ye sīāsīya, (Sermon on the Art of Governance),此外还有《忠信群英传》和大量写给不同人的书简。 值得一提的是，阿博都巴哈所著的《神圣文明的隐密》和《the Sermon on the Art of Governance》曾经长期匿名流通。
第二类包括：《已答之问》，这是阿博都巴哈和劳拉·巴尼的谈话记录；《巴黎谈话》、《阿博都-巴哈在伦敦》及《弘揚世界和平》则分别为阿博都巴哈分别在巴黎、伦敦和美国的演讲。
下面是部分阿博都巴哈的著作、书简和谈话记录：
- 世界团结的基础
- 忠信群英传
- 巴黎谈话
- 神圣文明的隐密
- 已答之问
- 神圣计划书简
- 致福雷尔书简
- 致海牙书简
- 阿博都巴哈的遗嘱
- 弘揚世界和平
- 阿博都巴哈著作选集
- 神圣哲学
- Treatise on Politics / Sermon on the Art of Governance

## 延伸阅读
- Browne, E.G., , Cambridge, 1891  [2012-03-19], （原始内容存档于2007-03-10）
- Effendi, Shoghi, , Wilmette, Illinois, USA: Bahá'í Publishing Trust, 1944  [2012-03-19], ISBN 0-87743-020-9, （原始内容存档于2008-05-12）

- Smith, Peter, , Cambridge: Cambridge University Press, 2008  [2012-03-19], ISBN 9780521862516, ISBN 0-521-86251-5, （原始内容存档于2021-02-02）
- Zarqáni, Mírzá Mahmúd-i-, , Oxford, UK: George Ronald, 1998 [1913]  [2012-03-19], ISBN 0-85398-418-2, （原始内容存档于2013-12-28）
- Speaks to Abdu'l-Baha's economics Mcglinn, Sen. . Sen McGlinn's Blog. April 22, 2011  [2011-04-26]. （原始内容存档于2019-06-01）.